# Droga wojewódzka nr 408
Droga wojewódzka nr 408 (DW408) – droga wojewódzka w zachodniej części województwa śląskiego i wschodniej województwa opolskiego o długości 40 km łącząca Gliwice z Kędzierzynem-Koźlem. Droga przebiega przez 2 powiaty: powiat gliwicki (gmina Sośnicowice) i powiat kędzierzyńsko-kozielski (gmina Bierawa).

## Miejscowości leżące przy trasie DW408
- Gliwice
- Sośnicowice
- Sierakowice
- Goszyce
- Kotlarnia
- Ortowice
- Korzonek
- Bierawa
- Stare Koźle
- Brzeźce
- Kędzierzyn-Koźle